# Fist of the North Star: Ken's Rage 2
Fist of the North Star: Ken's Rage 2 (真・北斗無双, Shin Hokuto Musō) est un jeu vidéo de type Beat them all développé par Koei et édité par Tecmo Koei, sorti en 2012 sur Wii U, PlayStation 3 et Xbox 360.

## Accueil
- Jeuxvideo.com : 10/20[1]

Le site Jeuxvideo.com souligne notamment un "scénario en béton armé", un contenu "gigantesque", une bande-sonore "convaincante" et un gameplay amélioré. Toutefois, le "manque de finition" et la "répétitivité" finissent par lasser. Enfin, le titre pêche par "la laideur sans nom" de ses graphismes et des "temps de chargement beaucoup trop longs."